# Danny Cummings
Danny Cummings es un percusionista y baterista de Sheffield, Reino Unido.

## Biografía
A los 12 años, Cummings comenzó a tocar el tambor en la banda del colegio. A los 21 años, los padres de Danny Cummings le regalaron una conga de segunda mano por su cumpleaños.  Sus primeras influencias incluían Curtis Mayfield, Isaac Hayes, Bill Withers, y Carlos Santana. Actualmente, además de las congas y la batería, Cummings toca una larga lista de instrumentos africanos y experimenta con sonidos electrónicos. 
Danny ha trabajado con  Dire Straits, Paul McCartney, Tina Turner, George Michael, Penguin Cafe Orchestra, Elton John, Pet Shop Boys, Simply Red, Daniel Bedingfield, Talk Talk, Mark Knopfler, Bryan Adams, Radio Futura y Jarabe de palo, entre otros. Desde comienzos de los años 90, Danny comenzó una larga colaboración con Mark Knopfler, bien como parte de la banda Dire Straits como en sus proyectos como solista.